# Скрипинские Кучуры
Скрипинские Кучуры — ландшафтный памятник природы в Тереньгульском районе Ульяновской области. Представляет собой гряду каменистых холмов, поросших сосновым лесом.

## Описание
Памятник природы расположен в километре южнее деревни Скрипино, к западу от автомобильной дороги Ульяновск-Сызрань в кварталах 105 и 106 Елшанского лесничества. В этом месте на поверхность выходят монолитные глыбы песчаника отложений палеогена, формируя подобие горного ландшафта. Считается, что именно так выглядела первоначальная поверхность Приволжской возвышенности в середине третичного периода. Площадь памятника природы 204 га. На его территории запрещены все виды хозяйственной деятельности: прогон и выпас скота, рубка леса (кроме санитарной), сбор растений, грибов, насекомых, разведение костров.

## Основания для создания ООПТ и её значимость
Территория памятника природы — хорошо сохранившийся участок древней (палеогеновой) поверхности Приволжской возвышенности с характерным растительным покровом. Особый интерес представляют сосновые леса на каменистых субстратах. На холмах из глыб песчаника вперемешку с песком и более мелкими камнями формируется разреженный сосновый древостой со слабо выраженным травяным ярусом. Единственное место в Ульяновской области, где встречается папоротник — многоножка обыкновенная. Также, отмечается характерное для древних горных сосновых лесов разнообразие специфических мхов и лишайников. Урочище служит местом гнездования пары орлов-могильников, отмечено разнообразие видов насекомых.

## Галерея

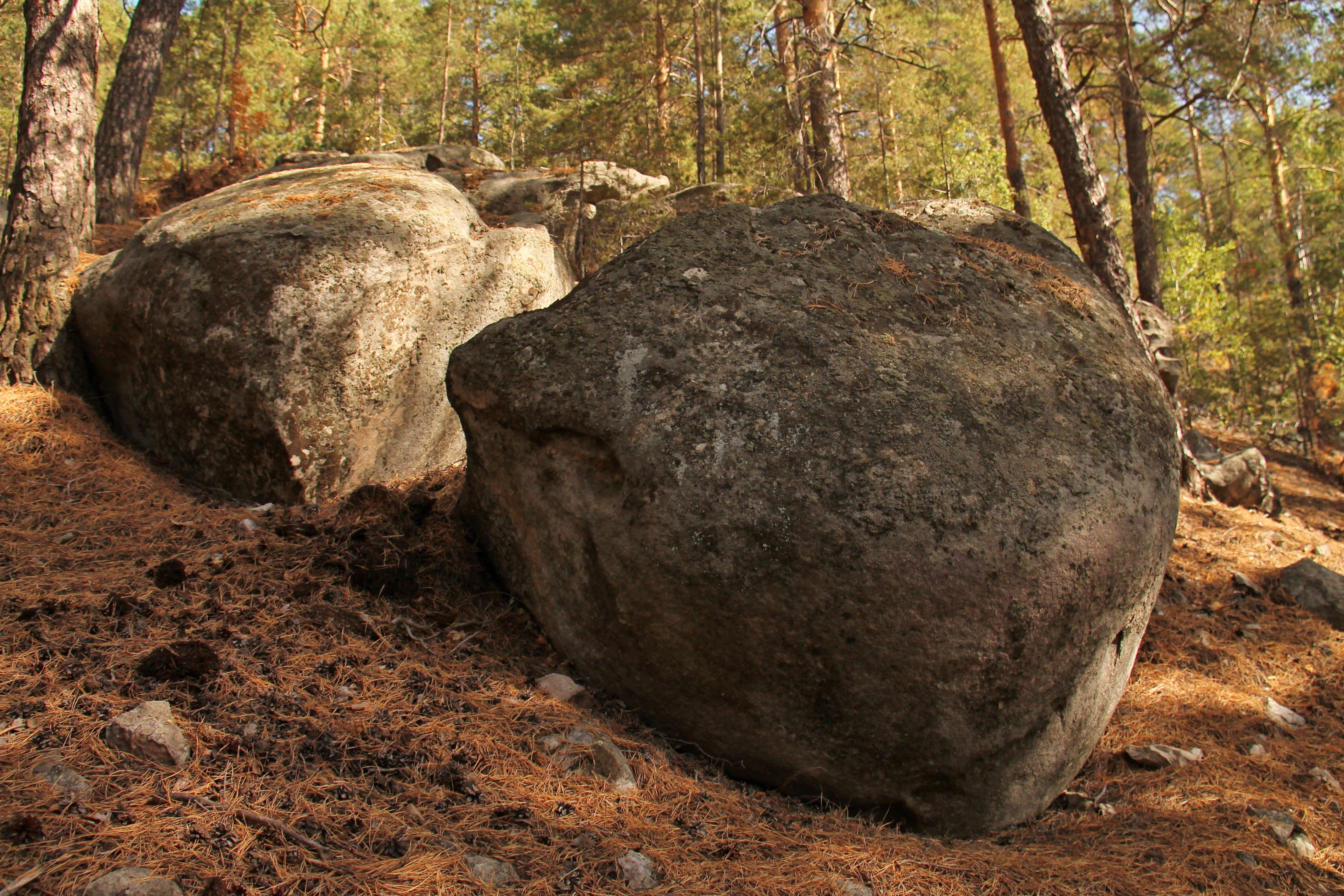
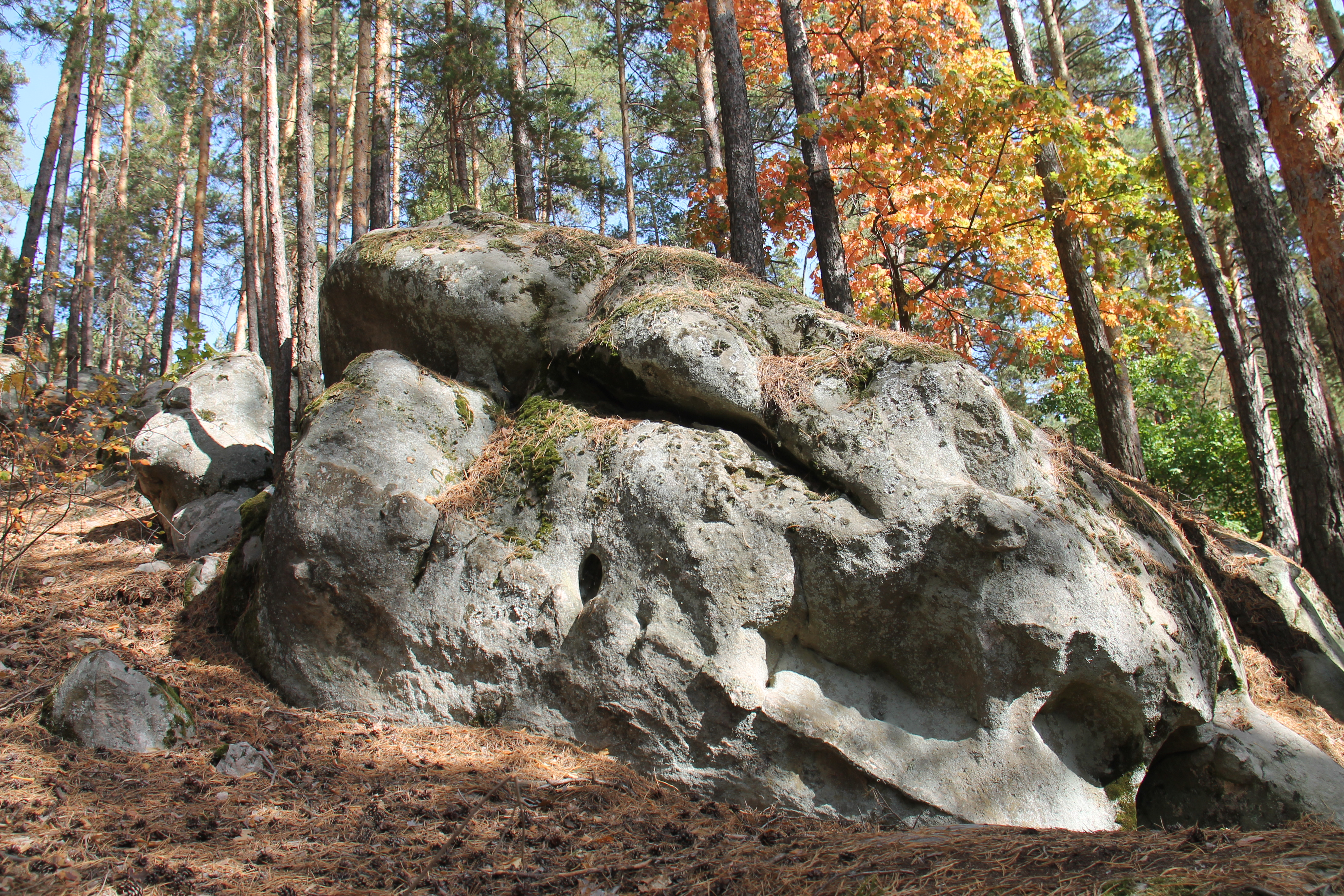
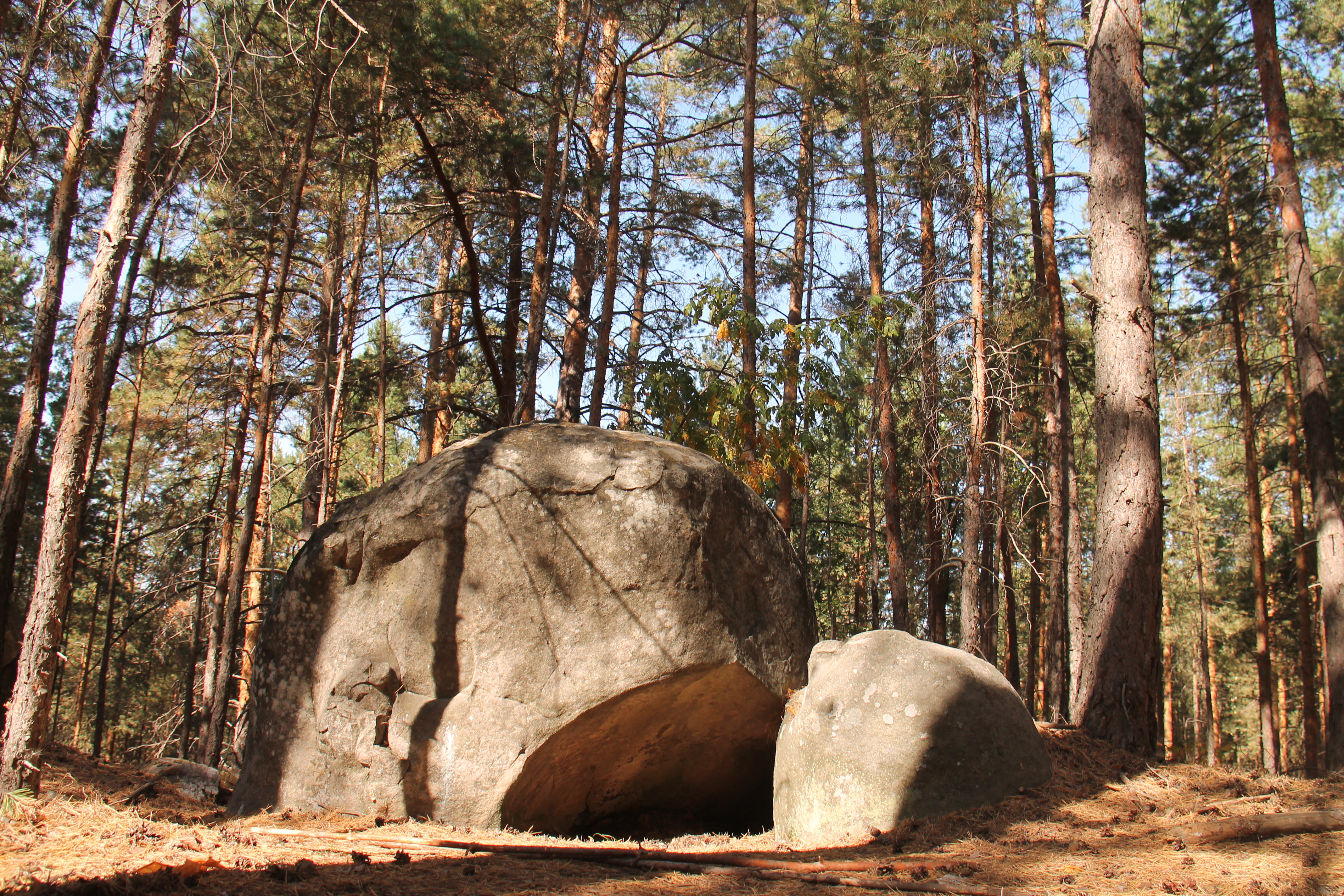
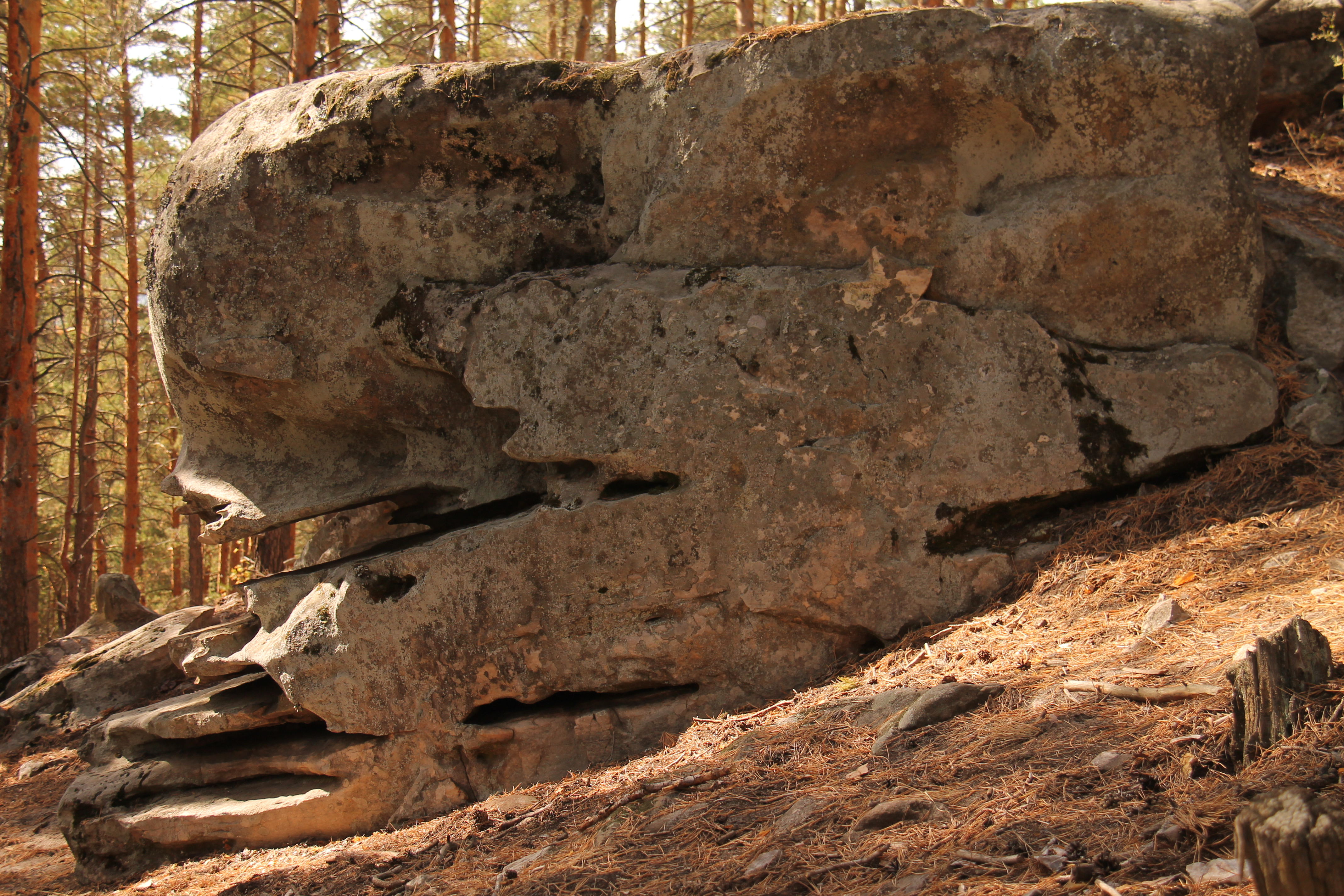
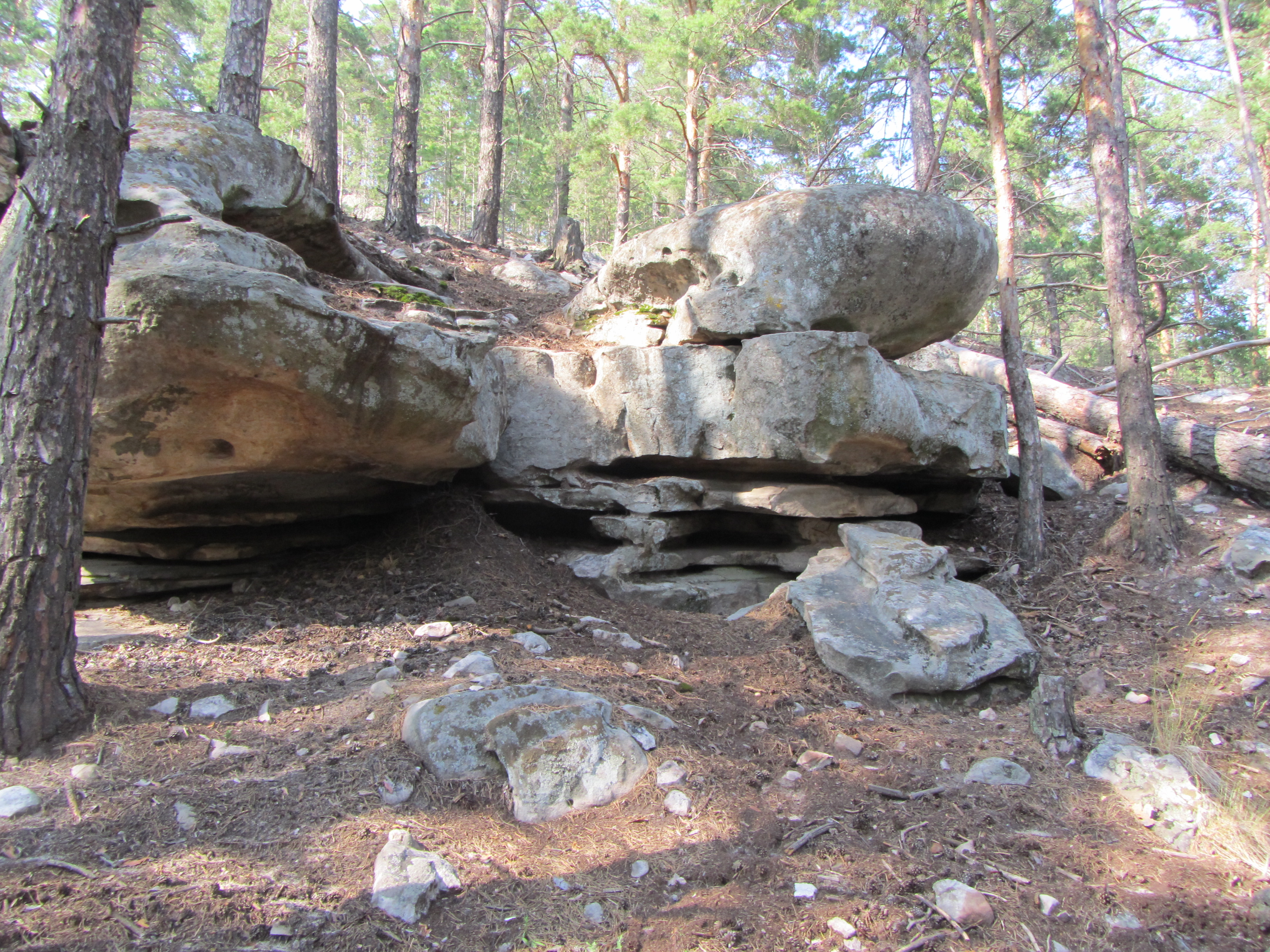
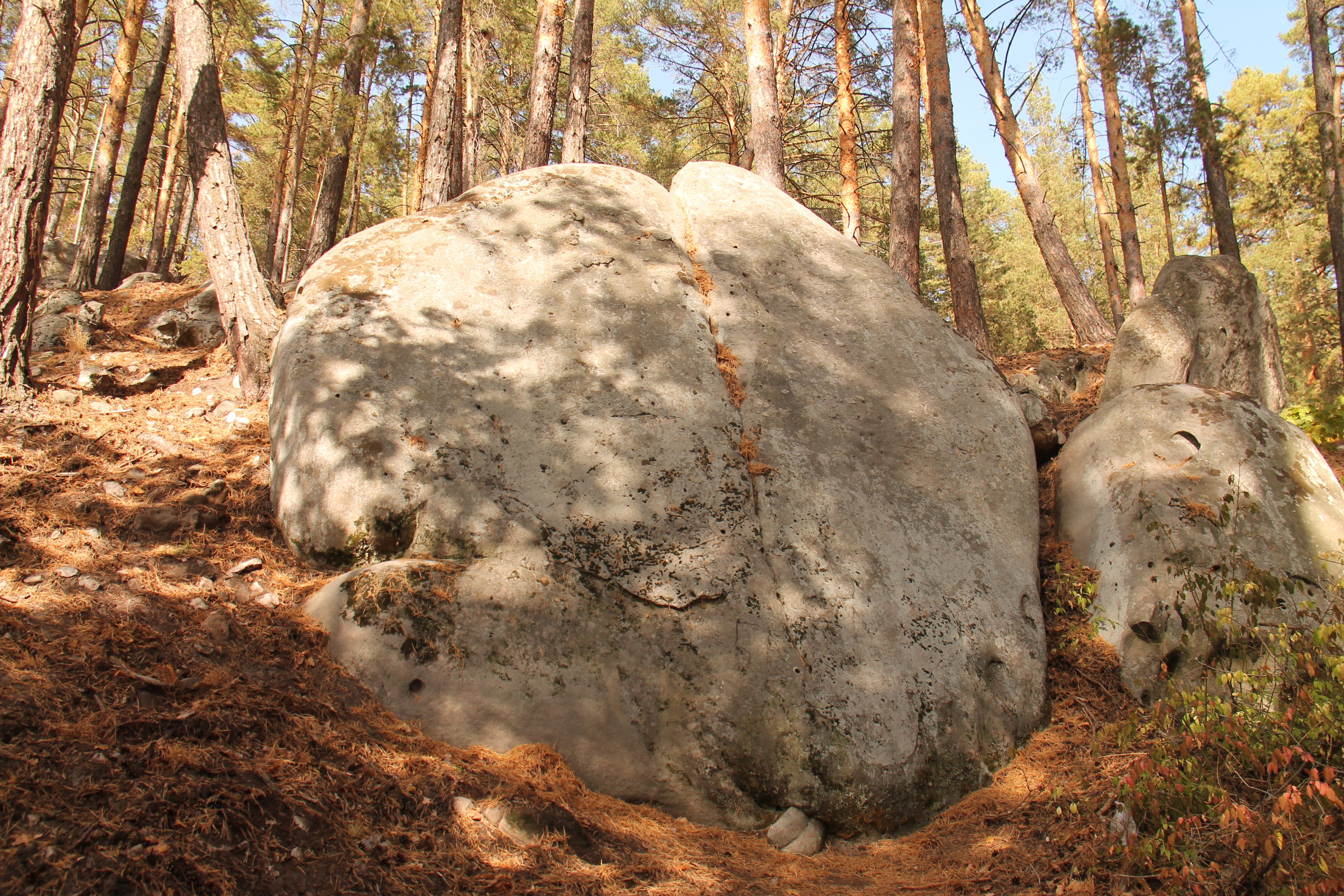
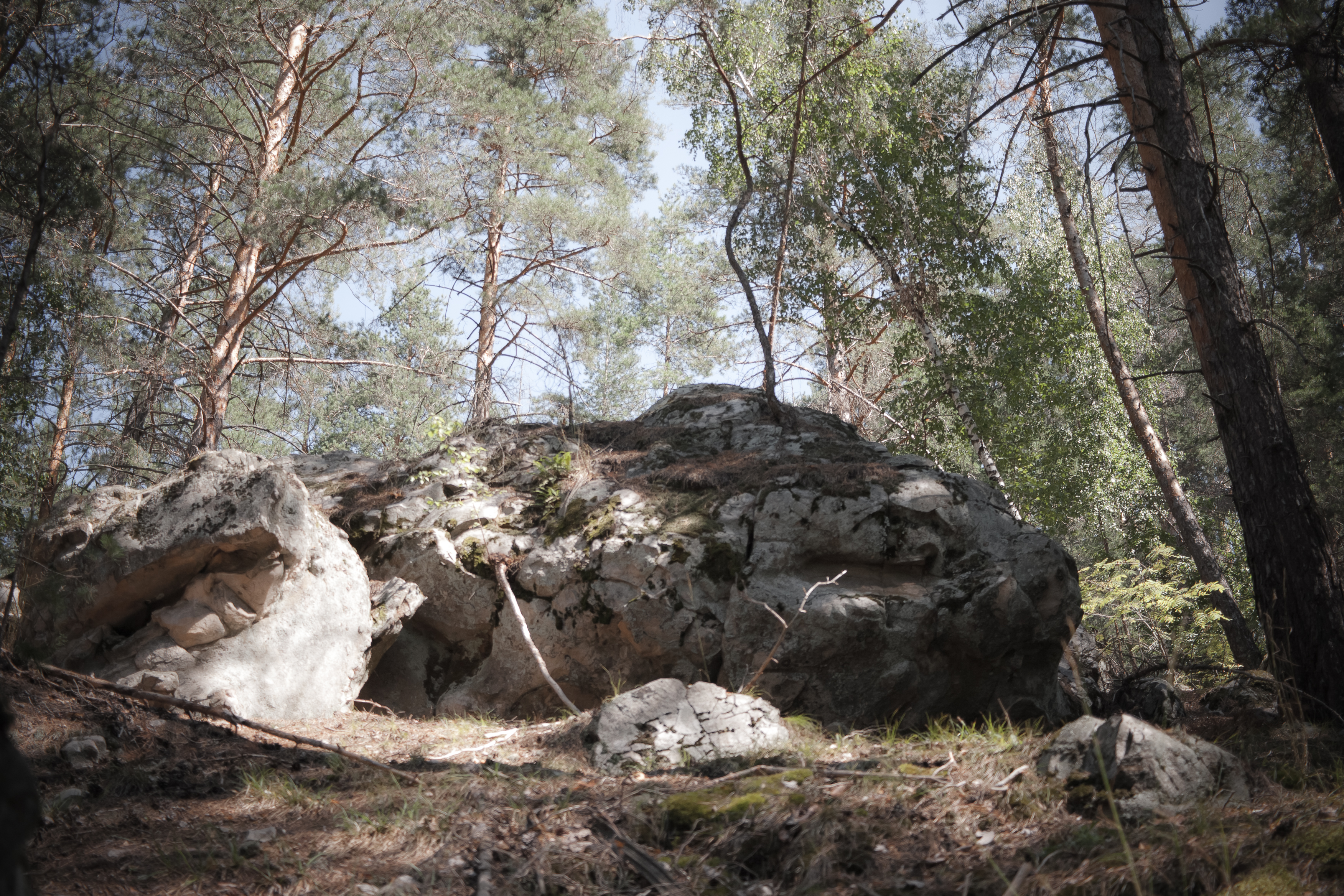
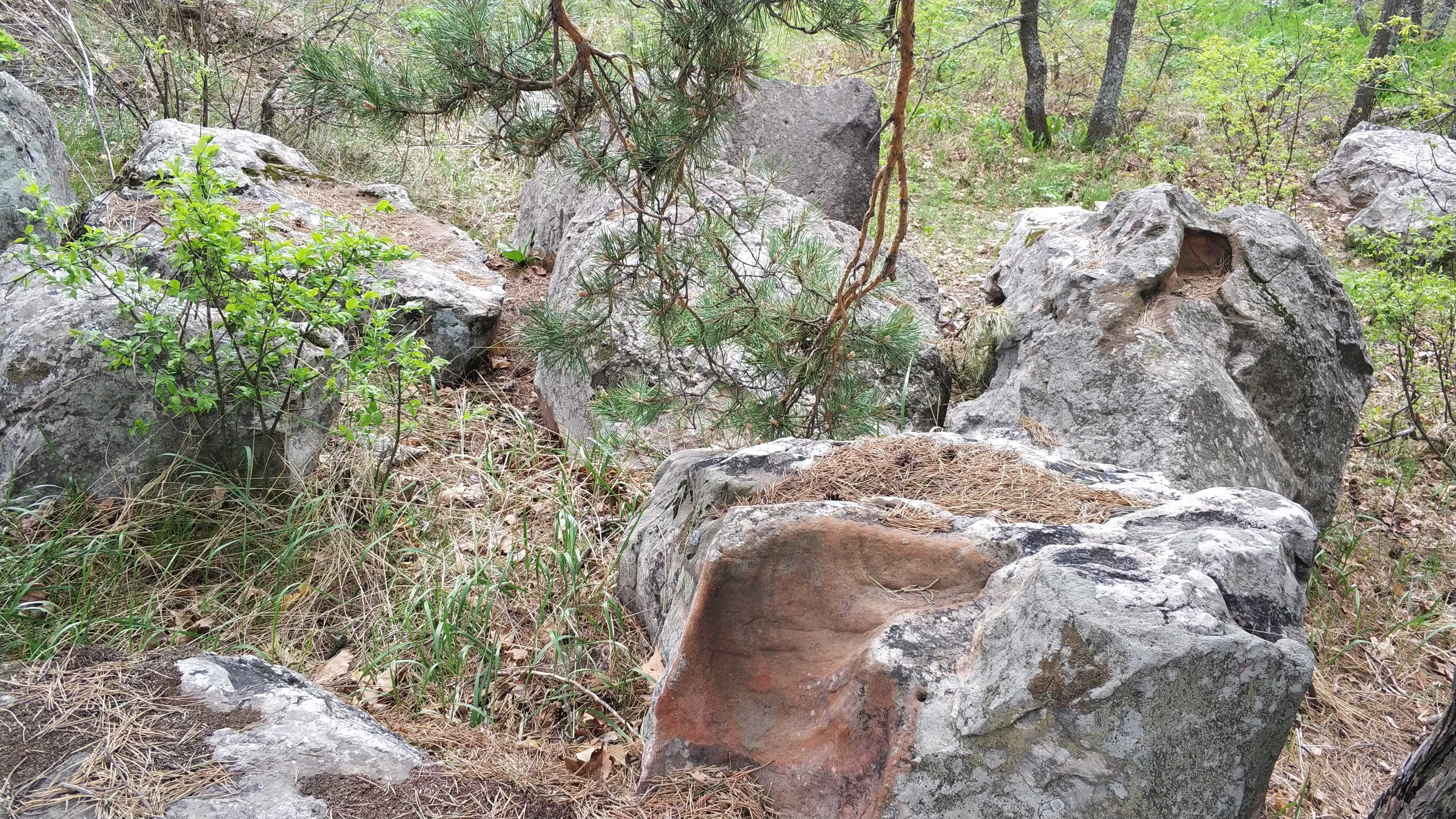
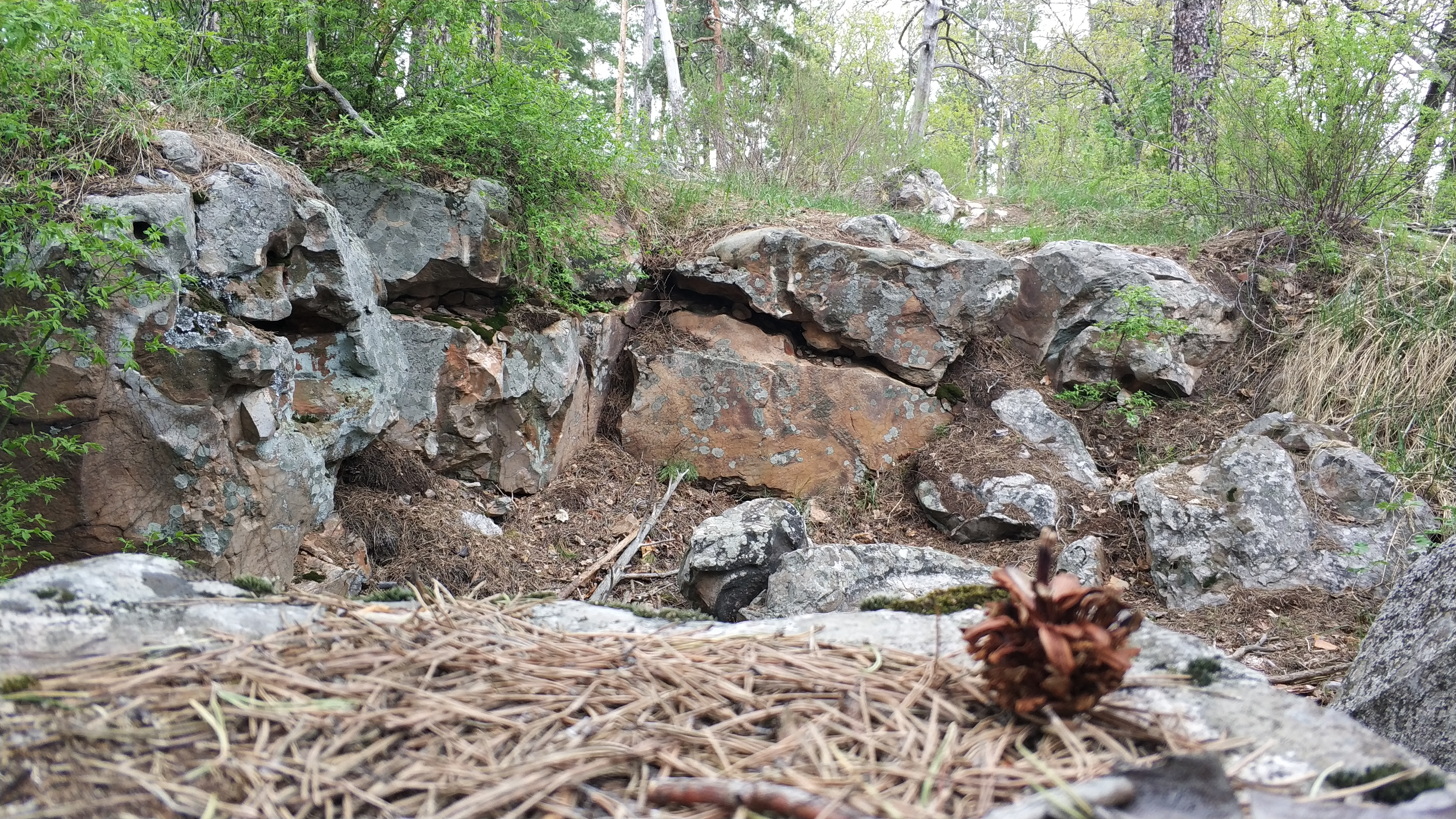
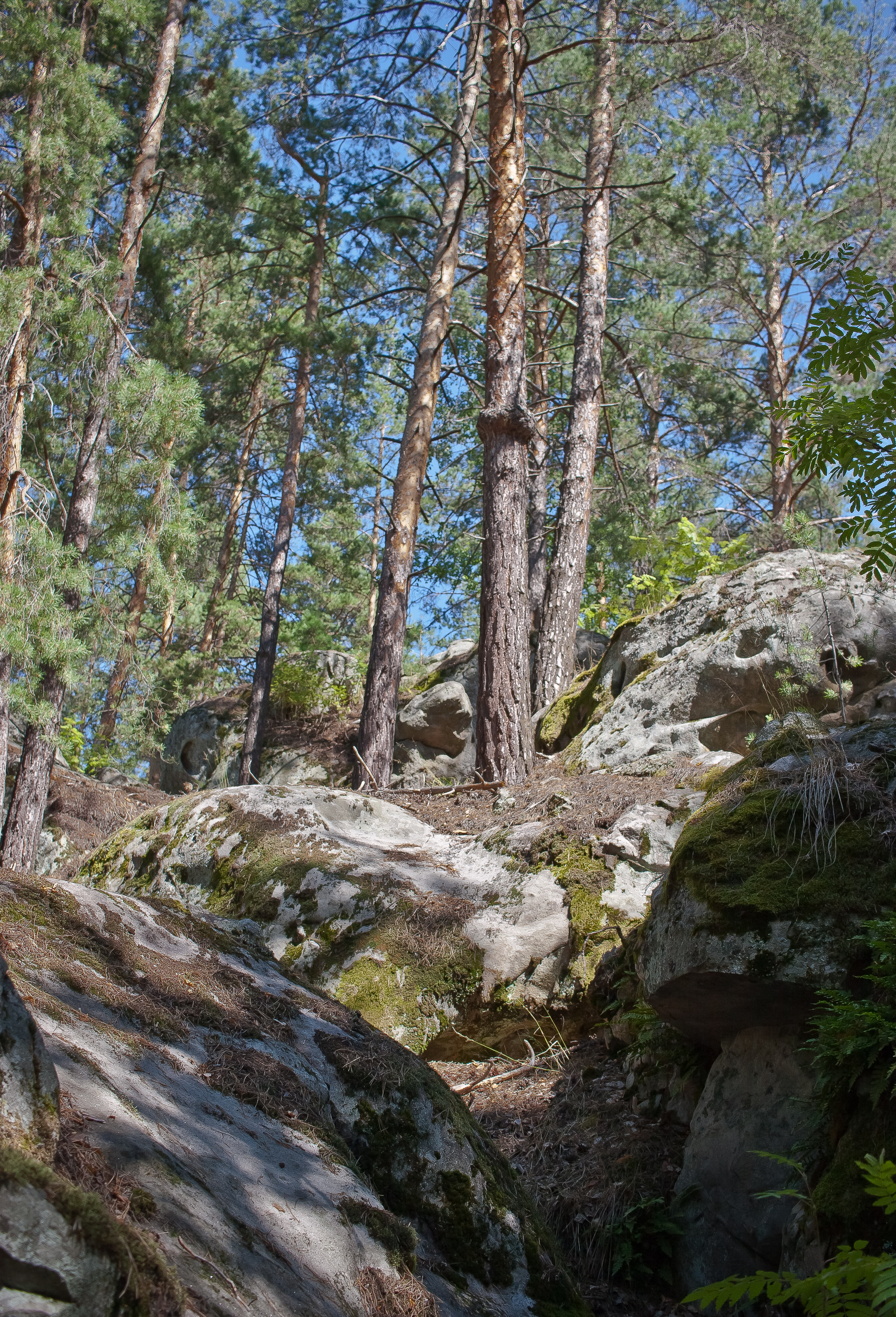
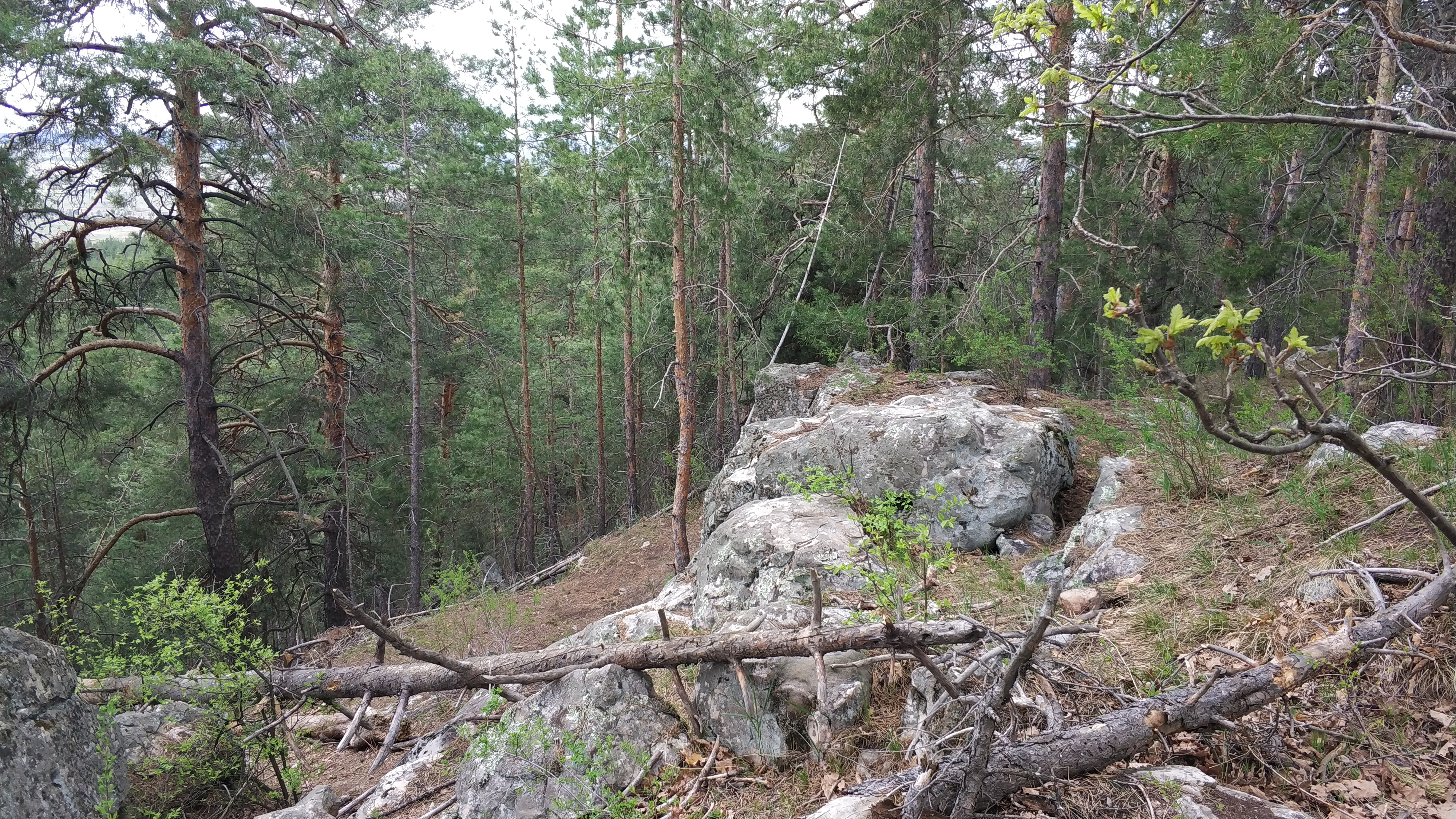